# Episodi di Bleach: Thousand Year Blood War (prima stagione)
La prima stagione dell'anime Bleach: Thousand Year Blood War, seguito del primo adattamento animato della serie, chiamato semplicemente Bleach, si intitola saga della guerra di sangue e comprende gli episodi dall'1 al 13. La regia delle puntate è a cura di Tomohisa Taguchi e sono prodotte da Pierrot. Gli episodi sono adattati dall'ultimo arco narrativo del manga Bleach e corrispondono ai capitoli dal 480 al 542. La prima stagione è andata in onda in Giappone dall'11 ottobre al 27 dicembre 2022 su TV Tokyo. In Italia è stata distribuita il 5 luglio 2023 su Disney+.
La sigla d'apertura è Scar di Tatsuya Kitani, mentre quella di chiusura è Saihate, composta da SennaRin.

## Lista episodi
| Nº | Titolo italiano Giapponese 「Kanji」 - Rōmaji | In onda          | In onda       |
| Nº | Titolo italiano Giapponese 「Kanji」 - Rōmaji | Giapponese       | Italiano      |
| 1  | Guerra di sangue 「THE BLOOD WARFARE」 | 11 ottobre 2022  | 5 luglio 2023 |
| 1  | Gli shinigami Ryūnosuke Yuki e Shino Madarame vengono assegnati come nuovi guardiani della città di Karakura, in seguito alle sparizioni di massa degli Hollow dal mondo umano. Subiscono un'imboscata da parte degli Hollow, ma vengono salvati da Ichigo Kurosaki, Orihime Inoue, Yasutora Sado e Uryū Ishida. Due giorni dopo, Ichigo incontra Asguiaro Ebern, un membro dei Wandenreich. Quando Ebern tenta di utilizzare un medaglione Quincy Ichigo lo distrugge e lo costringe a ritirarsi. Allo stesso tempo, un gruppo di individui che rappresentano il Wandenreich, l'Impero Quincy, tendono un'imboscata all'ufficio del capitano generale Genryūsai Shigekuni Yamamoto nella Soul Society e provocano una ferita mortale al tenente Chōjirō Sasakibe come esempio del destino imminente degli shinigami. Nel frattempo, i membri dell'undicesima squadra Ikkaku Madarame e Yumichika Ayasegawa indagano sulla scomparsa di migliaia di civili dal distretto del Rukongai. Alla base del Wandenreich, Silbern, Ebern consegna un rapporto a Yhwach, il re Quincy. |                  |               |
| 2  | Le pietre della fondazione 「Foundation Stones」 | 18 ottobre 2022  | 5 luglio 2023 |
| 2  | Nelliel Tu Odelschwanck e Pesche vanno nel mondo umano e informano Ichigo che lo Hueco Mundo è stato rovesciato dal Wandenreich, dopo che il suo leader Tier Halibel è stata sconfitta da Yhwach. Gli Arrancar del Hueco Mundo si sono uniti ai Quincy, sono stati uccisi o ridotti in schiavitù. Kisuke Urahara, Ichigo, Orihime, Chad, Nel e Pesche arrivano a Hueco Mundo. Nel frattempo, il capitano di caccia del Wandenreich, lo Stern Ritter "J" Quilge Opie, mette alla prova gli Arrancar per vedere chi può unirsi ai loro ranghi. Loly e Menoly tentano di prendere il sopravvento, ma vengono eliminate facilmente. Le Tres Bestias: Emilou Apacci, Franceska Mila Rose e Cyan Sung-Sun arrivano e uccidono molti soldati Quincy, ma vengono sopraffatti da Quilge. Ichigo decide di liberare tutti gli Arrancar. |                  |               |
| 3  | La marcia delle croci stellate 「March of the StarCross」 | 25 ottobre 2022  | 5 luglio 2023 |
| 3  | Ichigo inizia la sua lotta contro Quilge. Le Tres Bestia evocano Ayon e si uniscono nuovamente alla lotta contro Quilge. Uryu scopre la verità sul conflitto tra Shinigami e Quincy secoli fa. Viene rivelato che il capitano della dodicesima compania Mayuri Kurotsuchi ha ordinato alla sua divisione di sterminare i civili del distretto del Rukongai, al fine di correggere lo squilibrio dell'anima causato dallo sterminio degli Hollow nel mondo vivente da parte dei Quincy. Viene rivelato che Yamamoto non è riuscito a fermare Yhwach mille anni fa. Quilge assorbe Reishi nell'area (anche da Ayon) e sconfigge le Tres Bestias, ma si scontra ancora una volta con Ichigo dopo aver attivato il suo Bankai, nel frattempo i Quincy hanno iniziato la loro invasione della Soul Society, con Bazz-B che ferisce mortalmente il tenente della terza compania Izuru Kira e uccidendone brutalmente tutti gli ufficiali. |                  |               |
| 4  | Uccidi l'ombra 「Kill The Shadow」 | 1 novembre 2022  | 5 luglio 2023 |
| 4  | Oltre mille shinigami muoiono entro i primi minuti dall'invasione dei Quincy. Il capitano della terza divisione Rōjūrō "Rose" Ōtoribashi incontra lo Stern Ritter "U" NaNaNa Najahkoop, il capitano della sesta divisione Byakuya Kuchiki e il tenente Renji Abarai sono contro lo Stern Ritter "F" Äs Nödt e Stern Ritter "S" Mask De Masculine, il capitano della settima divisione Sajin Komamura affronta lo Stern Ritter "E" Bambietta Basterbine. Gli altri capitani della Soul Society affrontano Stern Ritters senza nome. Quando i combattimenti raggiungono una situazione di stallo, il capitano della seconda divisione Soi-Fon, Byakuya, Komamura e il capitano della decima divisione Tōshirō Hitsugaya rilasciano i loro Bankais, ma se li fanno immediatamente rubare dai loro avversari Stern Ritters usando medaglioni assorbenti. I capitani sono scioccati dalla notizia che la carta vincente degli Stern Ritters è rubare Bankai, come viene comunicato al resto della Soul Society. Il capitano dell'ottava divisione, Shunsui Kyōraku, viene accecato all'occhio destro da Robert Accutrone. Nel frattempo, Quilge continua la sua lotta contro Ichigo e Urahara osserva che lo Stern Ritter ha difficoltà a rubare il Bankai di Ichigo. Urahara rivela il portale affinché Ichigo possa entrarvi e unirsi al combattimento. In un ultimo disperato tentativo, Quilge attacca Urahara, Orihime e Chad e usa la sua abilità Stern Ritter per imprigionare Ichigo, mentre è nel Garganta e sulla strada per la Soul Society. |                  |               |
| 5  | In collera come un fulmine 「Wrath as a Lightning」 | 8 novembre 2022  | 5 luglio 2023 |
| 5  | Ichigo sente le voci di molti shinigami, mentre cerca disperatamente di scappare dalla prigione di Quilge. Prima che Quilge possa uccidere Urahrara e gli altri, viene ucciso alle spalle da un aggressore sconosciuto. Byakuya e Renji ingaggiano Äs Nödt in battaglia. Byakuya è innervosito da Äs, che ha risvegliato le sue paure grazie al suo potere. Byakuya tenta di superare la sua paura, ma Äs lo travolge con il suo stesso Bankai. Rukia e Renji vengono feriti da altri Stern Ritter. Kenpachi Zaraki, dopo averne uccisi tre (Stern Ritter "R" Jerome Guizbatt, Stern Ritter "Q" Berenice Gabrielli e Stern Ritter "Y" Loyd Lloyd), affronta Yhwach e il suo braccio destro, Jugram Haschwalth. Mentre il tenente della nona divisione Shūhei Hisagi sta per essere sconfitto dallo Stern Ritter "O" Driscoll Berci, il capitano generale Yamamoto interviene. Driscoll rivela di aver ucciso Sasakibe e rubato il suo Bankai, Kōkō Gonryō Rikyū, con il quale attacca il capo capitano. Questo ricorda a Yamamoto la prima volta che Sasakibe gli mostrò il suo Bankai, duemila anni fa. Yamamoto è arrabbiato per la perdita di Sasakibe e uccide Driscoll, poi salva Kenpachi da Yhwach e ispira gli Shinigami a combattere di nuovo. |                  |               |
| 6  | Il fuoco 「The Fire」 | 15 novembre 2022 | 5 luglio 2023 |
| 6  | Yamamoto ingaggia Yhwach in battaglia sui tetti del Seireitei. Dopo che Yhwach è stato spinto a sguainare la spada, Yamamoto attiva il suo Bankai, Zanka no Tachi, che fa evaporare tutta l'acqua. Il capitano della quarta divisione Retsu Unohana e il suo luogotenente Isane Kotetsu temono che se la battaglia dovesse durare troppo a lungo, Yamamoto potrebbe distruggere anche la Soul Society. Yhwach è impotente contro le varie abilità di Zanka no Tachi e Yamamoto si vanta che il suo Bankai è troppo forte per essere rubato. Yamamoto sconfigge inconsapevolmente una falsa replica e il vero Yhwach arriva e lo identifica come la seconda metà dei gemelli Lloyd, Stern Ritter "Y" Royd Lloyd. Yhwach distrugge la caserma della prima divisione e uccide Royd. Yhwach rivela che era impegnato a incontrare Sōsuke Aizen nella sua prigione sotterranea. Considerato dal Wandenreich uno delle Cinque Minacce Speciali, Yhwach tentò di reclutare Aizen, ma si rifiutò di unirsi a lui, non volendo che cadesse sotto il suo comando, quindi fu lasciato in prigione. Yamamoto tenta di usare di nuovo il suo Bankai, ma Yhwach lo ruba, essendo l'unico effettivamente abbastanza potente da prenderlo e poi lo taglia in due fatalmente. |                  |               |
| 7  | Nato nelle tenebre 「BORN IN THE DARK」 | 22 novembre 2022 | 5 luglio 2023 |
| 7  | Mille anni fa, le tredici companie originali erano costituite da assassini spietati e barbari senza uno scopo condiviso, parteciparono al massacro del Wandenreich con Yamamoto e Sasakibe che sconfissero personalmente Yhwach. Successivamente, Yamamoto adottò una filosofia pacifica e formò un sistema unificato di guardie di corte. Ai giorni nostri, Yhwach cancella i resti di Yamamoto. Ichigo si libera e Byakuya gli chiede di salvare tutti. Ichigo scambia colpi con Yhwach ma viene rapidamente sconfitto. Yhwach tenta di pugnalare Ichigo al collo, ma viene contrastato da una tecnica difensiva dei Quincy chiamata Blut Vëne. Yhwach rivela che la prigione di Quilge può essere rotta solo da un Quincy e deduce che Ichigo non conosce la verità su se stesso o su sua madre. I portali ombra sembrano riportare il Quincy a Silbern e Yhwach si rende conto che Aizen ha usato la sua abilità Shikai su di lui per perdere la cognizione del tempo. Ichigo cerca di caricare Yhwach, ma la sua Zanpakutō viene distrutta da Haschwalth. Yhwach se ne va in modo criptico riferendosi allo sbalordito Ichigo come "suo figlio, nato nell'oscurità". |                  |               |
| 8  | Il progetto Stella cadente [Zero Mix] 「The Shooting Star Project (ZERO MIX)」 | 29 novembre 2022 | 5 luglio 2023 |
| 8  | Dopo l'invasione, Rukia e Renji vengono curati dalla quarta divisione, insieme agli shinigami sopravvissuti mentre Byakuya si aggrappa a malapena alla vita. Mayuri dice a Ichigo che poiché la sua Zanpakutō è stata distrutta mentre si trovava nello stato di Bankai, non può essere riparata. I capitani piangono Yamamoto, Byakuya e Kenpachi sono ancora in uno stato critico e potrebbero non svegliarsi mai. Ichigo e i capitani si incontrano con la Squadra Zero, composta da cinque ex capitani d'élite, che proteggono il Re delle Anime nel Palazzo Reale. Ichigo e i capitani parlano con Urahara, Orihime e Chad, che sono stati salvati da Quilge da un Grimmjow Jaegerjaquez nascosto. Kūkaku Shiba invia Ichigo, Byakuya, Renji, Rukia e la Squadra Zero al Palazzo Reale sopra il Seireitei, dove Zangetsu potrebbe essere riforgiato. Kūkaku, dopo averli inviati al Palazzo Reale, si unisce a suo fratello Ganju, Kūgo Ginjō, Shūkurō Tsukishima e Giriko Kutsuzawa, che ora risiedono nella Soul Society, poiché sono stati uccisi con una Zanpakutō. Al Palazzo Reale, Ichigo, Rukia, Renji e Byakuya vengono curati da Tenjiro Kirinji, un membro della Squadra Zero e colui che ha insegnato le tecniche di guarigione a Unohana. Il Re delle Anime viene visto risvegliarsi. |                  |               |
| 9  | La caduta 「THE DROP」 | 6 dicembre 2022  | 5 luglio 2023 |
| 9  | Ichigo e Renji vengono guariti completamente da Kirinji e si trasferiscono al palazzo di Kirio Hikifune, dove vengono rapidamente nutriti con tutti i tipi di piatti pieni di forte pressione spirituale, prima di essere inviati al palazzo di Ōetsu Nimaiya, l'uomo che ha creato tutte le Zanpakuto. Nel frattempo, il capitano Shunsui Kyōraku viene nominato nuovo comandante generale e seleziona il suo luogotenente Nanao Ise per unirsi a lui come tenente nella prima divisione, promuovendo anche il precedente terzo seggio di Yamamoto, Genshiro Okikiba a tenente. Decreta che a Kenpachi Zaraki venga insegnato lo "zanjutsu" - un'arte della spada comprensiva di tutti gli stili dal capitano della quarta Divisione Unohana, che si rivela essere stata una criminale per la storia della Soul Society nonché fondatrice dell'undicesima Divisione e riconosciuta come il "Primo Kenpachi". Unohana e Kenpachi combattono nell'infinita prigione sotterranea, Muken. Kenpachi ricorda come ammirava Unohana, dal loro primo incontro in poi, quando le sfregiò il petto. Unohana afferma che da allora è diventato molto più debole e lo spingerà sull'orlo della morte e lo farà rivivere ripetutamente per sbloccare il suo pieno potenziale. |                  |               |
| 10 | La battaglia 「The Battle」 | 13 dicembre 2022 | 5 luglio 2023 |
| 10 | Centinaia di anni fa, Unohana si è stancata di massacrare banditi nella speranza di trovare un degno avversario, finché un bambino feroce, Kenpachi, non la attacca. Unohana è sopraffatta, quindi Kenpachi inconsciamente inizia a trattenersi, il che porta alla sua sconfitta. Ai giorni nostri, Unohana ferisce Kenpachi centinaia di volte, mentre diventa più forte ogni volta che resuscita. Scatena il suo Bankai, Minazuki, che le permette di estendere la sua lama con tagli acidi che ricordano il sangue. Kenpachi è diventato abbastanza forte da poterla superare e ucciderla. Mentre soffre per la morte di Unohana, Kenpachi riesce finalmente a parlare con la sua Zanpakutō e a stringere un legame. Nel frattempo, Ichigo, Renji e Kon arrivano al palazzo di Nimaiya, Hoohden, dove incontrano innumerevoli spiriti Zanpakutō e lo stesso capitano. Nimaiya insegna loro le basi di come gli shinigami ricevono Zanpakutō nella loro forma base, chiamata Asauchi, che diventa una Zanpakutō personalizzata quanto chi la impugna imprime su di essa la pressione della sua anima. Nimaiya manda i due in una buca piena di innumerevoli Asauchi e li lascia lì per tre giorni per combatterle. Renji esce vittorioso, scelto da una Asauchi, ma Ichigo fallisce la prova. Nimaiya rimanda Ichigo senza troppe cerimonie nel mondo umano, proprio di fronte alla clinica Kurosaki, affermando che ha bisogno di tornare alle sue radici, dal momento che non ha seguito l'addestramento tradizionale. |                  |               |
| 11 | Tutto ma non la pioggia 「Everything But the Rain」 | 20 dicembre 2022 | 5 luglio 2023 |
| 11 | Nimaiya dice a Renji che ha creato ogni singola Zanpakutō nelle ultime migliaia di anni, inclusa quella di Kenpachi, che in realtà ha rubato dal cadavere di uno shinigami, aggiungendo che quella di Ichigo non era un Asauchi creato da lui, quindi il suo addestramento non avrebbe mai funzionato. Ichigo visita il negozio, dove Ikumi Unagiya lo conforta, prima che Isshin Kurosaki arrivi nel suo abbigliamento da shinigami per portare via Ichigo, che lascia inconsapevolmente il suo distintivo. Isshin racconta a Ichigo la storia della loro famiglia. Quasi vent'anni fa, quando Isshin Shiba era ancora capitano della decima Divisione, una serie di misteriose morti di shinigami iniziarono a verificarsi nella città di Naraki. Isshin andò a indagare sulla causa, che si rivelò essere un Hollow immensamente potente e intelligente, vestito con un'armatura nera e creato dalla miscela delle anime di diversi shinigami morti, da cui prende il nome "White". Altrove, Masaki Kurosaki, una nobile Quincy che fu accolta dalla famiglia di Sōken Ishida dopo la morte della sua, percepì la pressione spirituale rilasciata dall'Hollow e da Isshin, e si diresse ad aiutare, nonostante Ryūken ,sua madre e la cameriera Kanae Katagiri abbiano tentato di dissuaderla. Mentre combatteva l'Hollow, Isshin tentò di usare il suo Bankai, ma fu colpito alla schiena dai creatori di questo Hollow, Aizen, Gin Ichimaru e Kaname Tōsen. Masaki arrivò e salvò Isshin, mentre Aizen impedì a Tōsen di ucciderla, perché la trovava intrigante. Masaki usò se stessa come esca per attirare l'Hollow e ucciderlo in un colpo solo, dando inizio alla sua autodistruzione da cui Isshin protesse Masaki. Masaki ha guarito le ferite di Isshin, rivelando anche di essere una Quincy. Inizialmente temendo la sua reazione, si rallegrò, quando Isshin dichiarò con gioia, di essere felice di aver incontrato un Quincy vivente. Ryūken e Kanae, vedendo che aveva trovato sicurezza, decisero di lasciarla stare e partirono insieme. Ai giorni nostri, Haschwalth incontra Uryū. |                  |               |
| 12 | Tutto ma non la pioggia la verità di giugno 「EVERYTHING BUT THE RAIN “June Truth”」 | 27 dicembre 2022 | 5 luglio 2023 |
| 12 | Continuando la sua storia a Ichigo, Isshin riferì a Yamamoto della sua missione riuscita, ma omise Masaki dal suo rapporto. Sentendosi attratto da lei, tornò di pattuglia nel mondo umano. Dall'attacco del White Hollow, Masaki ha iniziato a sentirsi stordita e trascinata nell'oscurità dall'anima Hollow che si è fusa con lei. Mentre veniva rimproverata dalla madre di Ryūken per aver aiutato uno shinigami, collassò e sul suo petto apparve un buco vuoto. Ryūken la prese in braccio e corse in cerca di aiuto, incontrando Isshin e incolpandolo per le condizioni di Masaki. Urahara, che ha già incontrato brevemente Masaki, è entrato nel loro conflitto e ha detto loro che conosce un modo per aiutarla, che ha scoperto durante gli ultimi cento anni di esilio, mentre cercava di curare i Visored. Dato che è una Quincy purosangue estremamente potente fusa con un Hollow, la soluzione per la sua cura sarebbe diversa da quella per uno shinigami. Per bilanciare la sua anima con l'Hollow in lei, è necessario l'intero potere di uno shinigami per combatterlo per tutta la sua vita, poiché un Quincy non ha alcuna resistenza alle anime Hollow. Isshin si offrì volontario e Urahara gli fornì un Gigai appositamente creato, che può contenere completamente l'anima di uno shinigami e trasformarla in un essere umano. Successivamente, i due si stabilirono insieme e si innamorarono, mentre Ryūken sposò Katagiri. Isshin poi dice a Ichigo che il motivo per cui Masaki è morta combattendo Grand Fisher e Katagiri è morta a causa della sua malattia, era perché secondo gli antichi testi Quincy, Yhwach ha usato l'Auswählen che ha privato molti dei suoi poteri per riconquistare i propri nove anni fa, ritenendo loro impuri. Prima di ripartire, Ichigo riceve il suo distintivo da Ikumi. Ryūken trova prove dell'incontro di Uryū con gli Stern Ritter. |                  |               |
| 13 | La spada sono io 「THE BLADE IS ME」 | 27 dicembre 2022 | 5 luglio 2023 |
| 13 | Una delle guardie del corpo di Nimaiya recupera immediatamente Ichigo e lo colloca di nuovo con le innumerevoli Asauchi, per combattere finché una non lo sceglie. Tuttavia, tutte le Asauchi si inginocchiano davanti a Ichigo mentre sceglie una Asauchi bianca, il "Bianco" vuoto dentro di lui. Nella Soul Society, i capitani e i luogotenenti iniziano l'addestramento. Il Capitano Hitsugaya ritorna al campo di addestramento degli shinigami per affinare le sue abilità nell'uso della spada. Il capitano della nona divisione, Kensei Muguruma, porta il suo luogotenente Hisagi, ad affrontare il suo altro luogotenente non ufficiale Mashiro Kuna nella sua forma Hollow, al fine di risvegliare il suo Bankai. Akon ritorna alla caserma della dodicesima divisione dopo che le sue ferite sono state curate e scopre che il capitano Mayuri Kurotsuchi e il tenente Nemu Kurotsuchi si sono chiusi nel laboratorio per più di 24 ore e stanno creando qualcosa. Il capitano Komamura ritorna al nascondiglio del suo clan e cerca di convincere l'anziano del clan a insegnargli una tecnica segreta, mentre il capitano Soi-Fon allena il suo corpo sulle montagne. Nel frattempo, le guardie del corpo di Nimaiya preparano la fucina e lui inizia a ricostruire la Zanpakutō di Ichigo, dicendogli anche che il Vecchio Zangetsu non è la sua Zanpakutō, il vuoto "Bianco" in lui è sempre stato la sua Zanpakutō, e che il Vecchio Zangetsu era in realtà la fonte dei poteri Quincy latenti di Ichigo, che prendono la forma di Yhwach di mille anni fa. Ichigo parla di nuovo con il Vecchio Zangetsu, che esprime orgoglio per quanto forte sia diventato Ichigo da quando ha scelto il percorso di uno shinigami, nonostante abbia soppresso i suoi poteri per impedirgli di diventare uno shinigami in primo luogo. Il vecchio Zangetsu versa una lacrima mentre dice addio e rinuncia al controllo sui poteri di Ichigo, permettendogli finalmente di accedere alla sua vera Zanpakutō, il Vero Zangetsu a doppia lama. Percependo sia il "Bianco" che il Vecchio Zangetsu rispettivamente nelle lame lunghe e corte, Ichigo ringrazia Zangetsu e dice che "tu sei me". A Silbern, Yhwach incontra Haschwalth, che ha portato con sé Uryū, vestito con abiti da Stern Ritter. |                  |               |